# Steen T. Kittl
Steen T. Kittl (* 1969 in Hannover) ist ein deutscher Autor und Kreativdirektor.

## Leben
Kittl studierte Freie Bildende Kunst in Kiel sowie Kulturwissenschaften und Kunstgeschichte in Berlin. Er schreibt Sachbücher über Kunst sowie gesellschaftliche Trends und arbeitet in der Kommunikationsbranche. Seine Bücher wurden unter anderem ins Türkische, Spanische und Chinesische übersetzt. Kittl lebt in Berlin.
Bis 2001 arbeitete Kittl als Künstler und bestritt zahlreiche Performances, Ausstellungen und Ausstellungsbeteiligungen. Seit 1989 arbeitet er mit Christian Saehrendt zusammen. Unter anderem waren die beiden Initiatoren der Künstlergruppe Neue Anständigkeit. Sie betrieben von 1995 bis 2000 die Produzentengalerie Ständige Vertretung der Neuen Anständigkeit in Berlin-Mitte. Seit 2007 schrieben sie gemeinsam mehrere populärwissenschaftliche Bücher. Aktuell betreiben sie den Kunst Blog „kingkunst.de“.

## Werke
Bücher
- mit Christian Saehrendt: Ist das Kunst oder kann das weg? Vom wahren Wert der Kunst. DuMont, Köln 2016, ISBN 978-3-8321-9772-8.
- mit, Christian Saehrendt: Du hast die Haare schön. Frisch frisierte Weisheiten für Sie und Ihn. DuMont, Köln 2014, ISBN 978-3-8321-9706-3.
- mit Christian Saehrendt: Alles Bluff! Wie wir zu Hochstaplern werden, ohne es zu wollen. Oder vielleicht doch? Heyne, München 2011, ISBN 978-3-453-17813-7.
- mit Christian Saehrendt: Geier am Grabe van Goghs. Und andere hässliche Geschichten aus der Welt der schönen Künste. DuMont, Köln 2010, ISBN 978-3-8321-9093-4.
- mit Christian Saehrendt: Was will Kunst? Campus, Frankfurt am Main 2009, ISBN 978-3-593-38646-1.
- mit Christian Saehrendt: Das sagt mir was! Sprachführer Kunst: Sprachführer Deutsch – Kunst / Kunst – Deutsch. DuMont, Köln 2008, ISBN 978-3-8321-9094-1.
- mit Christian Saehrendt: Das kann ich auch! Gebrauchsanweisung für Moderne Kunst. DuMont, Köln 2007, ISBN 978-3-8321-6233-7 (aktualisierte und erweiterte deutsche Auflagen 2009 und 2013).

Beiträge
- Großer Bruder Nietzsche? Überlegungen zu Nietzsches Einfluß auf das Werk von Peter Sloterdijk. In: Humboldt-Universität zu Berlin, Philosophie III, Institut für Ästhetik (Hrsg.): Versuchendes Denken V : Entdeckungen mit und an Nietzsche. Berlin 2001.[8]

## Auszeichnungen
- Künstlerstipendium des NordwestLotto Schleswig-Holstein, 1998.[9]
- Residenzstipendium Künstlerhaus Lauenburg/Elbe, 1998/1999.[10]